# Vega-Valdavia
Vega-Valdavia – comarca (powiat) w Hiszpanii, w Kastylii i Leónie, w prowincji Palencia. Jej stolicą jest Saldaña.